# Yanonge
Yanonge est une localité de la province Orientale en République démocratique du Congo, située sur la rive gauche du fleuve Congo entre Kisangani et Isangi dans le territoire d’Isangi.